# Rushcliffe
Rushcliffe è un distretto con status di borough del Nottinghamshire, Inghilterra, Regno Unito, con sede a West Bridgford.
Il distretto fu creato con il Local Government Act 1972, il 1º aprile 1974 dalla fusione del distretto urbano di West Bridgford con il distretto rurale di Bingham e parte del distretto rurale di Basford.

## Parrocchie civili
Le parrocchie del distretto, che non coprono l'area del capoluogo, sono:
- Aslockton
- Barton in Fabis
- Bingham
- Bradmore
- Bunny
- Car Colston
- Clipston
- Colston Bassett
- Costock
- Cotgrave
- Cropwell Bishop
- Cropwell Butler
- East Bridgford
- East Leake
- Elton-on-the-Hill
- Flawborough
- Flintham
- Gamston
- Gotham
- Granby
- Hawksworth
- Hickling
- Holme Pierrepont
- Keyworth
- Kingston on Soar
- Kinoulton
- Kneeton
- Langar cum Barnstone
- Normanton on Soar
- Normanton on the Wolds
- Orston
- Owthorpe
- Plumtree
- Radcliffe on Trent
- Ratcliffe on Soar
- Rempstone
- Ruddington
- Saxondale
- Scarrington
- Screveton
- Shelford and Newton
- Shelton
- Sibthorpe
- Stanford on Soar
- Stanton on the Wolds
- Sutton Bonington
- Thoroton
- Thorpe in the Glebe
- Thrumpton
- Tithby
- Tollerton
- Upper Broughton
- West Leake
- Whatton-in-the-Vale
- Widmerpool
- Willoughby on the Wolds
- Wiverton Hall
- Wysall